# 青森県公安委員会
青森県公安委員会（あおもりけんこうあんいいんかい）は、青森県警察を管理するため青森県知事所轄の下に設置される行政委員会である。3人の委員で組織される。所在地は青森市新町2丁目3番1号である。

## 委員
- 委員長
  - 横町俊明
- 委員
  - 成田晋
  - 野呂知子

## 下部組織
- 青森県警察